# Bryggen (indkøbscenter)
 For alternative betydninger, se Bryggen. (Se også artikler, som begynder med Bryggen)
Bryggen i Vejle er ét stort hus på 55.000 m², hvor af 23.000 m² tilhører indkøbscenteret.
Det åbnede den 13. april 2008 og rummer ca. 72 butikker i to etager. Bryggen er placeret midt i Vejle, og skulle efter mottoet gerne give lidt mere kant til byen.
Navnet Bryggen har en lokalhistorisk betydning, da området tidligere var anløbssted for små skibe, der bragte nyheder og varer til Vejle. Havnen er dog i dag rykket længere ud.
Designerne bag centeret er 3xNielsen og Schmidt, Hammer & Lassen. Disse to firmaer står blandt andet bag Det Kongelige Bibliotek, ARoS, Museum of Liverpool samt De nordiske landes ambassader i Berlin.
Det drives af Steen & Strøm, som står bag mange danske indkøbscentre, bl.a. Bruuns Galleri i Århus og Field's i København.